# 開源授權
開源授權是電腦軟體和其他產品的一種授權類型，此種授權允許其源碼、藍圖、或設計基於明文規定或明示條件下，被所有人使用、修改而且/或分享。這個授權允許終端使用者和商業公司，在其客製化、好奇、除錯等需求下，對源碼、藍圖、或設計等瀏覽及修改。開源授權軟體絕大部分是免費且自由的，雖然免費並不一定是開源授權的必備條件。通常來說，只允許個人對源碼的重製或散布等非商業使用，此類的授權通常不被視為開源授權。然而，開源授權可能有一些限制，特別是尊重軟體原創，例如：要求在原始碼裡，保留作者姓名權和版權聲明；或是要求必須給予同樣的授權條件等，才能重製已授權的軟體（如著作傳授權）。開源軟體授權裡，其中較普遍的授權方式，是開放原始碼促進會基於其開源定義下所認可的授權。